# Взаємний пакт про престолонаслідування

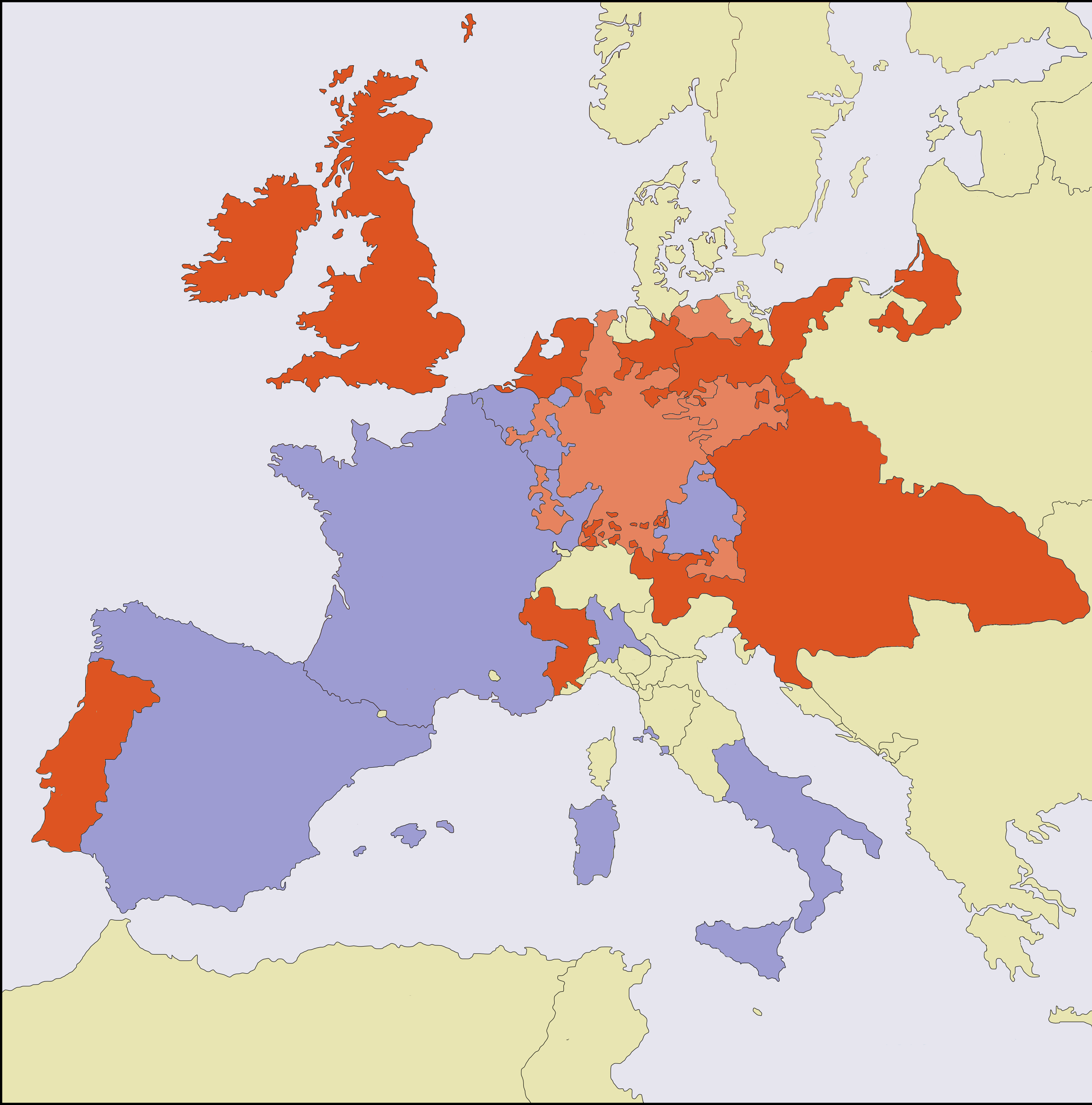
Війни за спадщину Іспанії 1703 р. Червоні — Габсбурги, Сині — Франція та союзники.

Взаємний пакт про престолонаслідування (лат.: Pactum Mutuae Successionis) — угода (пакт) щодо престолонаслідування (спадкоємства трону), таємно підписаний ерц-князями Йосифом І та Карлом Австрійським, майбутніми імператорами Священної Римської імперії в 1703 році.

## Історія
1700 року старша лінія Будинку Габсбургів вимерла після смерті короля Іспанії Карла II. Почалася війна за спадщину Іспанії між королем Франції Людовиком XIV, що претендував на корону Іспанії для свого онука Філіпа та імператором Священної Римської імперії Леопольдом I — для свого сина Карла.
Пакт був розроблений імператором Леопольдом I з нагоди від'їзду Карла до Іспанії. Він передбачав, що претендентом на іспанську корону та іспанські сфери впливу переходить до Карла, а право спадкоємця престолу на решту домініонів Габсбургів переходили до його старшого брата Йосифа.
Таким чином знову відбувалось розділення Будинку Габсбургів на дві правлячі лінії. Пакт також визначав правонаступництво братів: їх обох наслідуватимуть їхні спадкоємці чоловічої статі. Але якщо один з них не матиме сина, другий стає наступником його у всіх його сферах правління. Однак, в тому випадку, коли обидва брати помруть, не залишивши синів, доньки старшого брата (Йосипа) мали б абсолютний пріоритет над дочками молодшого брата (Карла), а старша дочка Йосипа повинна була зійти на всі престоли Габсбургів.
1705 року Леопольд I помер, а його наступником став його старший син Йосип I. Через шість років імператор Йосиф I помер, залишивши після себе двох доньок — ерц-князівни Марію Йозефу та Марію Амалію. Карл, який на той час усе ще без успіху воював за корону Іспанії, змінив Йосифа за пактом і повернувся до Відня.
Проте, згідно з Пактом, спадкоємицею престолу, що мала успадкувати трон Габсбургів, на той момент була племінниця Карла Марія Йозефа, за якою в черзі престолонаслідування йшла її молодша сестра Марія Амалія.
Однак незабаром Карл висловив бажання внести зміни до Пакту, щоб дати власним донькам перевагу над племінницями. 9 квітня 1713 року імператор оголосив про зміни на таємній сесії імператорської ради.
Остаточно Пакт був замінений Прагматичною санкцією 1713 року, проголошеною Карлом для забезпечення правонаступництва його власних доньок замість Йосифа. Таким чином, корони, що належали дому Габсбургів, були успадковані старшою донькою Карла — Марією Терезією (народилася 1717 р.), а не старшою донькою Йосифа Марією Йозефою.